# Hrabstwo Kane (Utah)

Piramida wieku hrabstwa

Hrabstwo Kane (ang. Kane County) – hrabstwo w stanie Utah w Stanach Zjednoczonych. Na terenie hrabstwa znajduje się zarówno narodowe jak i stanowe parki chronione.
Są to m.in. Grand Staircase-Escalante National Monument, Park Narodowy Bryce Canyon (część), Park Narodowy Zion, Park stanowy Coral Pink Sand Dunes.

## Miasta
- Alton
- Big Water
- Glendale
- Kanab
- Orderville